# Vanja Udovičić
Vanja Udovičić, cyr. Вања Удовичић (ur. 12 września 1982 w Belgradzie jako Franjo Udovičić) – serbski piłkarz wodny, multimedalista igrzysk olimpijskich, mistrzostw Europy i świata, a także polityk.

## Życiorys

### Kariera sportowa
Vanja Udovičić przez kilkanaście lat zawodowo trenował piłkę wodną, należąc do najlepszych zawodników tej dyscypliny w pierwszej dekadzie XXI wieku. Reprezentował Serbię i Czarnogórę, a od 2006 Serbię, będąc kapitanem jej reprezentacji. Trzykrotnie wystąpił na letnich igrzyskach olimpijskich, każdorazowo wywalczając medal. Jest srebrnym medalistą z Aten (w finale Serbia i Czarnogóra przegrała z Węgrami), a także brązowym z Pekinu i Londynu (reprezentacja Serbii wygrywała wówczas z Czernogórą).
Zdobył również złoty medal podczas mistrzostw świata w Montrealu w 2005 oraz mistrzostw świata w Rzymie w 2009, srebrny medal podczas mistrzostw świata w Szanghaju w 2011 oraz brązowy medal podczas mistrzostw świata w Barcelonie w 2003. Pięciokrotnie wywalczył medale mistrzostw Europy – trzykrotnie złoty (2003, 2006 i 2012), raz srebrny (2008) i raz brązowy (2010).
Do 2003 reprezentował klub sportowy VK Partizan z Belgradu, następnie kolejno czarnogórski PVK Jadran z Herceg Novi, włoskie CN Posillipo z Neapolu i Pro Recco, chorwacki HAVK Mladost z Zagrzebia. W 2012 został zawodnikiem drużyny VK Radnički Kragujevac. Z Pro Recco dwukrotnie wygrywał europejską ligę mistrzów.

### Działalność zawodowa i polityczna
Ukończył studia na wydziale nauk organizacyjnych Uniwersytetu w Belgradzie. W 2013 zakończył karierę sportową, w tym samym roku objął urząd ministra młodzieży i sportu w rządzie Ivicy Dačicia (z rekomendacji Serbskiej Partii Postępowej). W 2014 z listy koalicji wyborczej SNS wybrany na posła do Skupsztiny. Również w 2014 ponownie objął stanowisko ministra młodzieży i sportu w rządzie Aleksandara Vučicia. Pozostał na tym urzędzie w powołanym w sierpniu 2016 drugim gabinecie dotychczasowego premiera, a także w tworzonych w czerwcu 2017 i październiku 2020 pierwszym oraz drugim rządzie Any Brnabić. Stanowisko ministra zajmował do października 2022.